# Gaya-Tumuli

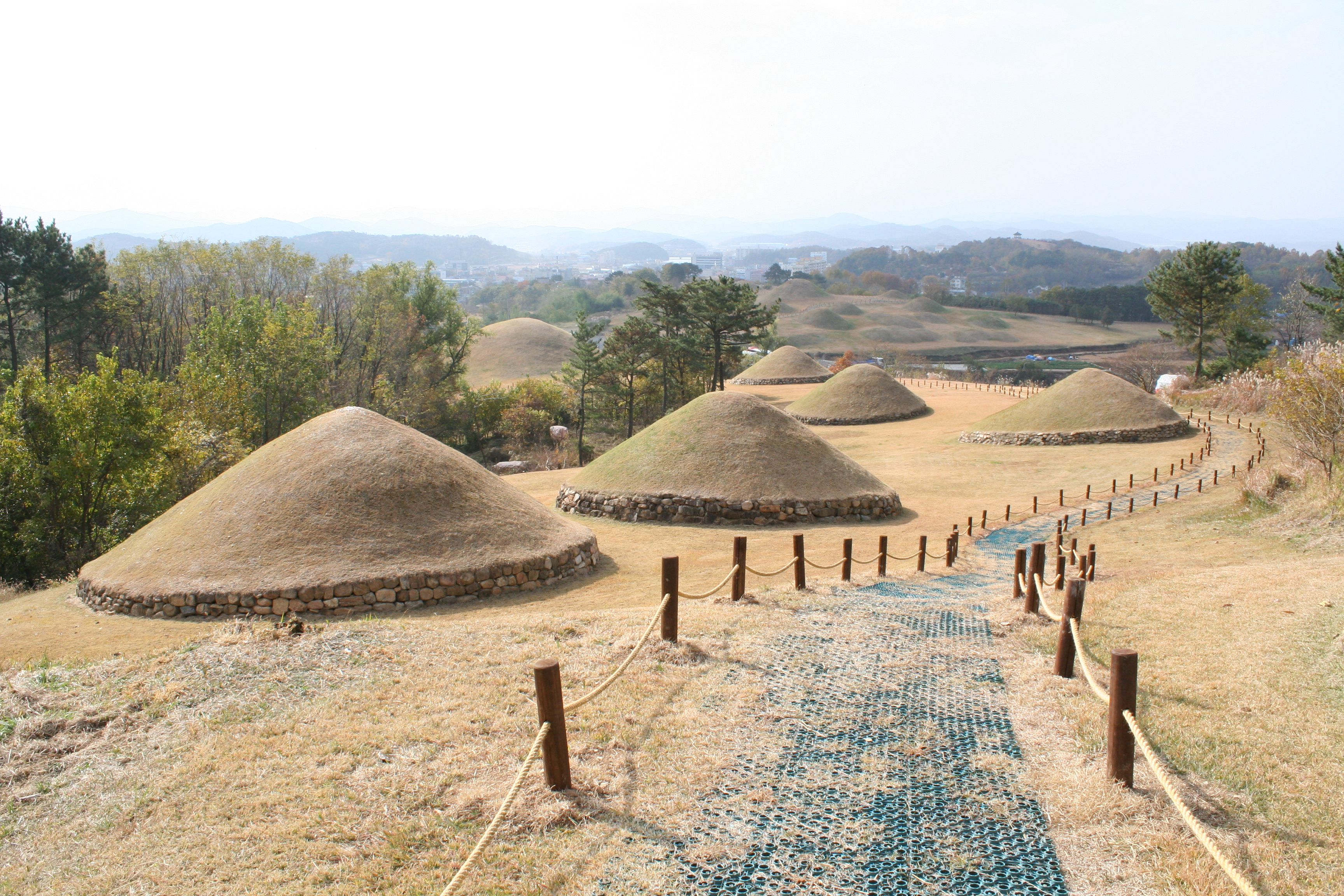
Hügelgräber in Changnyeong

Gaya-Tumuli ist eine von der UNESCO seit 2023 gelistete Stätte des Weltkulturerbes in Südkorea. Es handelt sich dabei um sieben Gruppen von Hügelgräbern (Tumuli) der Gaya-Stammeskonföderation, die von 42 n. Chr. bis 562 n. Chr. existierte.

## Hintergrund

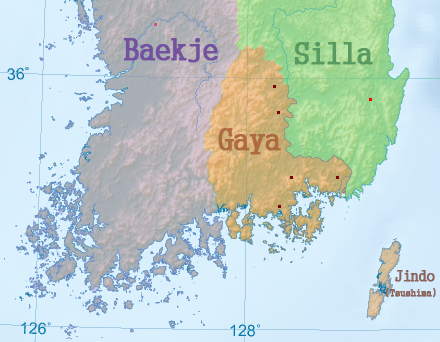
Ungefähre Ausdehnung Gayas

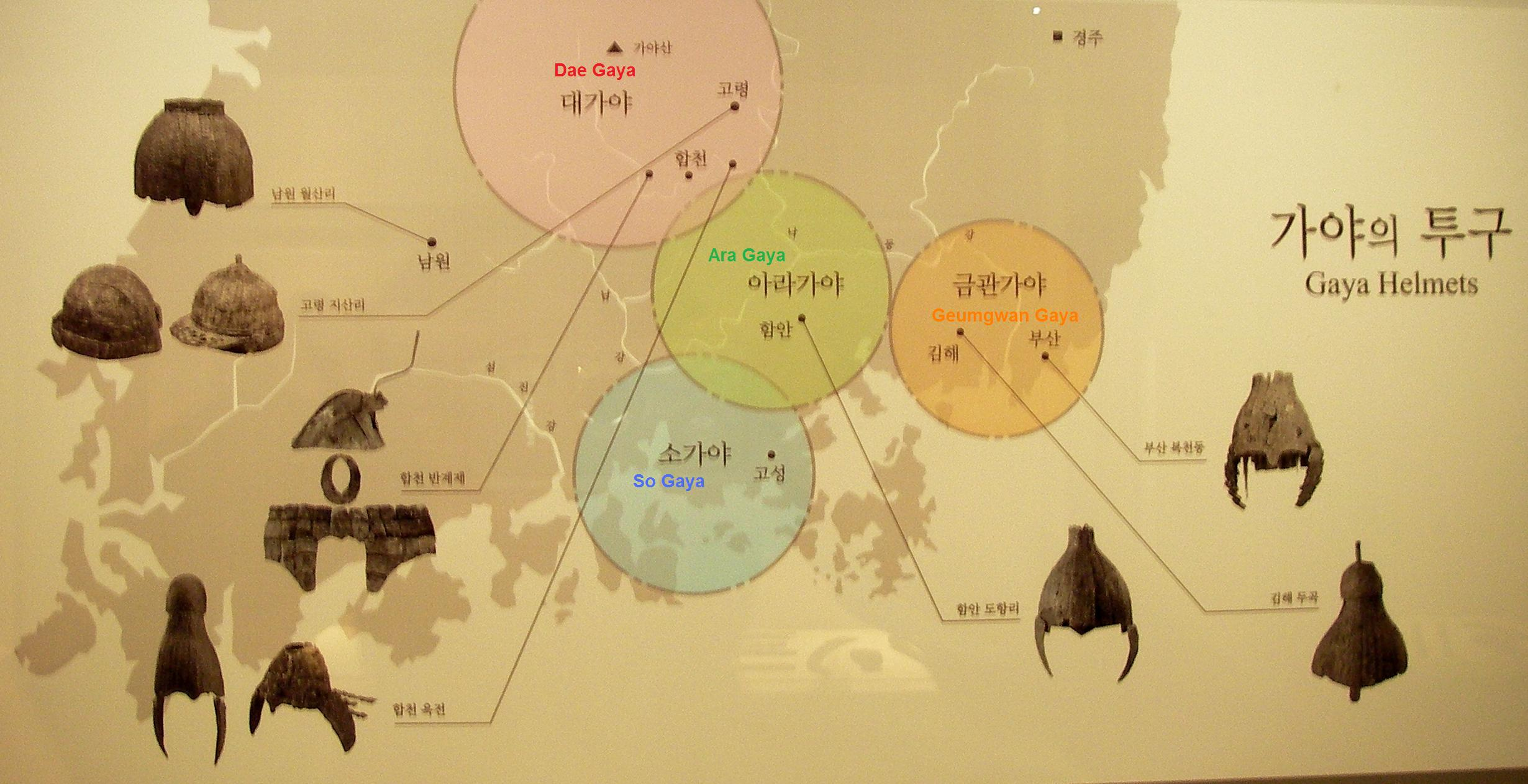
Lage ausgewählter Gemeinwesen Gayas

Zur Zeit der Drei Reiche war die Koreanische Halbinsel im Wesentlichen unter den drei Königreichen Goguryeo im Norden, Baekje im Südwesten und Silla im Südosten aufgeteilt. Ganz im Süden gab es zu dieser Zeit jedoch auch noch eine Konföderation aus kleineren Königreichen, Gaya genannt. Diese Konföderation lag am Unterlauf des Nakdonggang im mittleren Süden der Koreanischen Halbinsel eingezwängt zwischen den Staaten Baekje und Silla.
Die Kleinstaaten, die die Gaya-Konföderation bildeten, gingen in den ersten Jahrhunderten nach Christus aus den Häuptlingstümern der Byeonhan hervor, die nach dem Untergang des Königreichs Jin-guk im 2. Jahrhundert v. Chr. einen der drei Staatenbünde der Samhan-Zeit im südlichen Korea gebildet hatten. Der Legende nach wurde die Konföderation durch sechs Staaten gebildet, deren Könige aus sechs vom Himmel gekommenen Eiern geboren worden waren. Anzahl und Benennung der Gemeinwesen, die die Konföderation bildeten, schwankt in der Literatur.
Zunächst übernahm das in der Gegend der heutigen Stadt Gimhae gelegene Geumgwan Gaya die Führung der Konföderation, später ging diese Rolle auf Dae Gaya über. Die einzelnen Gemeinschaften praktizierten miteinander und mit dem Ausland über ein Netz von Handelsrouten einen regen Warenaustausch. Im Lauf des 6. Jahrhunderts wurde Gaya durch Silla erobert, Geumgwan Gaya bereits im Jahr 532 n. Chr., in der Folge der Rest Gayas mit Dae Gaya bis 562 n. Chr.
Während der ganzen Zeit des Bestehens der Gaya-Konföderation wurden bedeutende Persönlichkeiten in Grabhügeln bestattet. Im 1. und 2. Jahrhundert wurden darin überwiegend Holzsärge beigesetzt. Gräber für Herrscher und Untertanen befanden sich in der Regel in einem einzigen Bereich. Bei Gräbern für die herrschenden Klassen wurden in einem Loch unter dem Sarg Grabbeigaben mitgegeben. Im 3. und 4. Jahrhundert enthielten die Grabhügel zunehmend hölzerne Grabkammern. Herrschergräber wurden oben auf Hügeln im Abstand von Gräbern der Untertanen errichtet. Außer Grabbeigaben finden sich in ihnen auch Menschen- und Tieropfer. Im 5. Jahrhundert begann der Bau steinerner Grabkammern. Die Anordnung der Gräber zeigte immer mehr die zunehmende Trennung zwischen den herrschenden Klassen und die unterschiedlichen Hierarchiestufen. Grabhügel besonderer Größe aus dem späten 5. Jahrhundert zeugen von der zunehmenden Vormachtstellung von Dae Gaya und den Bemühungen, einen zentralisierten Staat zu bilden. Die Eroberung Gayas durch Silla setzte dem ein Ende.
Bislang wurden mittels Bodenuntersuchung etwa 780 Grabhügel-Cluster aus der Gaya-Zeit identifiziert. 104 davon wurden bislang umfassend archäologisch untersucht. 20 von ihnen wurden aufgrund dieser Untersuchungen wegen ihrer Bedeutung als Zeugnisse der Kultur und der Geschichte von Gaya in nationale oder lokale Kulturerbe-Listen aufgenommen.

## Welterbekandidatur
Ab 2015 waren sowohl die drei Reiche von Korea als auch ihre Nachfolgestaaten Goryeo und Joseon durch Welterbestätten repräsentiert. 2019 nahm Südkorea mit den Gaya-Tumuli historische Stätten der Gaya-Konföderation in seine Vorschlagsliste auf, um auch diese Vorgängerstaaten des heutigen Korea zu würdigen.
Zur Begründung der herausragenden universellen Bedeutung wurde unter anderem angeführt:

„Durch die geographische Lage, die vorherrschenden Typen und die räumliche Anordnung der einzelnen Gräber und ihre Veränderungen im Laufe der Zeit bieten die Gaya-Grabhügel ein außergewöhnliches Zeugnis für die Gesamtheit der Gaya-Kultur von ihrer Entstehung und Entfaltung bis zu ihrem Untergang sowie für die politische Identität der Gaya-Konföderation insgesamt. [...] Diese Gräber fördern ein ganzheitliches Verständnis der alten koreanischen Föderation von Gaya.“

Die Eintragung in die Welterbeliste wurde aufgrund des Welterbe-Kriteriums (iii) vorgenommen:

„Die Anlage besteht aus sieben Grabhügelstätten, deren Bau in den rund 600 Jahren durchgeführt wurde, die sich über die gesamte Geschichte der Konföderation Gaya vom Beginn der gemeinsamen Ära bis zum Fall von Dae Gaya im Jahr 562 erstrecken. Als ein Zusammenschluss verschiedener politischer Gemeinwesen unterhielt Gaya ein systematisches Handelsnetz, das ausgedehnte Routen auf dem Meer, den Flüssen und dem Land umfasste. Die vielfältigen Gemeinwesen, aus denen sich die Konföderation zusammensetzte, entwickelten sich durch den Austausch von Einflüssen als politisch Gleichberechtigte entlang dieses Handelsnetzes. Die Anlage zeugt von diesem einzigartigen sozialen und politischen Netzwerk, das die Gaya-Konföderation definierte.“

## Umfang
Zum Welterbe gehören sieben Gruppen von Grabhügeln im mittleren Süden der Koreanischen Halbinsel. Diese wurden aus den 20 in Kulturerbe-Listen eingetragenen Grabhügel-Clustern der Gaya-Zeit danach ausgewählt,
- ob sie durch ihre räumliche Anordnung von Gräbern für die verschiedenen sozialen Schichten und durch zeitliche Veränderungen der Gräbertypen Zeugnis vom gesellschaftlichen und politischen Entwicklungsprozess der Konföderation Gaya ablegen,
- ob sie in den zentralen Gebieten der jeweiligen kulturellen Hauptregionen von Gaya errichtet wurden und
- ob sie als Zeugnis für das systematische Handelsnetz der Gaya-Konföderation dienen.

| Bezeichnung                         | Stadt/Landkreis Provinz                                                       | Tumuli | Anmerkungen | Bild             |
| ----------------------------------- | ----------------------------------------------------------------------------- | ------ | --- | ---------------- |
| Daeseong-dong-Tumuli                | Gimhae-si Gyeongsangnam-do (Lage)                                             | 219    | Zentrale Bestattungsstätte von Geumgwan Gaya, dem anfangs führenden und am weitesten östlich gelegenen Gemeinwesen von Gaya. Mehrere Hundert Gräber auf einem 300 Meter langen und 100 Meter breiten Areal, davon 219 ausgegraben. | (weitere Bilder) |
| Marisan-Tumuli                      | Haman-gun Gyeongsangnam-do (Lage)                                             | 127    | Zentrale Bestattungsstätte von Ara Gaya auf einem zwei Kilometer langen Hügel in der Nähe der Mündung des Namgang in den Nakdonggang.                                                                                              | (weitere Bilder) |
| Okjeon-Tumuli                       | Hapcheon-gun Gyeongsangnam-do (Lage)                                          | 28     | Zentrale Bestattungsstätte von Darakguk, einem regionalen Handelszentrum im nördlichen Teil der Konföderation, auf einem Hügel am Hwanggang, einem Nebenfluss des Nakdonggang.                                                     | (weitere Bilder) |
| Jisan-dong-Tumuli                   | Goryeong-gun Gyeongsangbuk-do (Lage)                                          | > 700  | Zentrale Bestattungsstätte von Dae Gaya im Norden der Konföderation im späten 5. und frühen 6. Jahrhundert. Größter Grabhügelcluster Gayas auf einem 2,4 Kilometer langen und einen Kilometer breiten Areal.                       | (weitere Bilder) |
| Songhak-dong-Tumuli                 | Goseong-gun Gyeongsangnam-do (Lage 1, Lage 2, Lage 3, Lage 4, Lage 5, Lage 6) | 15     | Zentrale Bestattungsstätte von So Gaya nahe der Südküste Koreas. |                  |
| Gyo-dong- und Songhyeon-dong-Tumuli | Changnyeong-gun Gyeongsangnam-do (Lage 1, Lage 2, Lage 3)                     | > 320  | Zentrale Bestattungsstätte von Bihwa Gaya, das durch seine Lage am Ostufer des Nakdonggang eine führende Rolle im Handel mit Silla spielte.                                                                                        | (weitere Bilder) |
| Yugok-ri- und Durak-ri-Tumuli       | Namwon-si Jeollabuk-do (Lage)                                                 | > 40   | Zentrale Bestattungsstätte von Gimunguk, dem am weitesten westlich gelegenen Gemeinwesen von Gaya. | (weitere Bilder) |